# Johan van Duvenvoorde

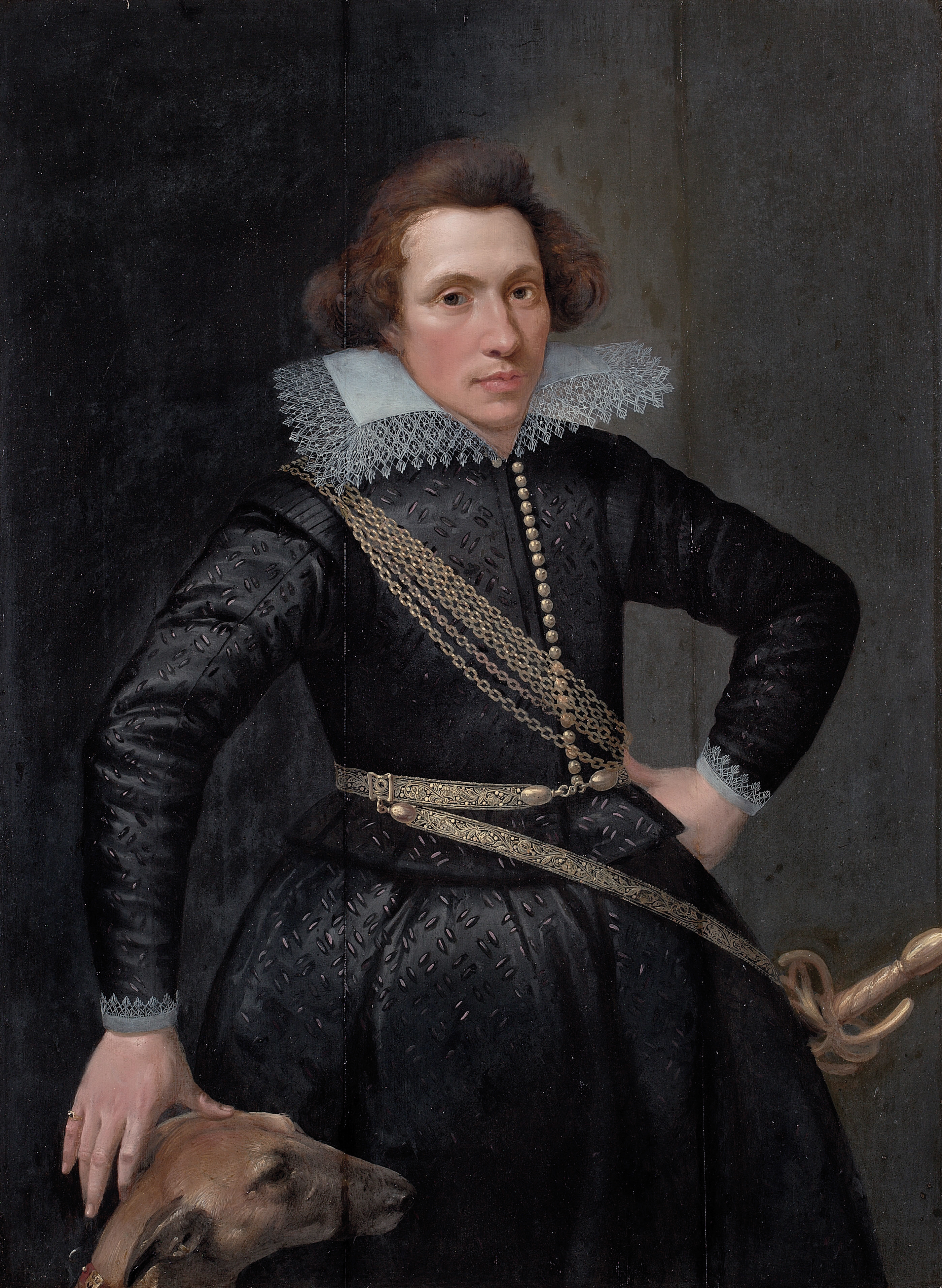
Johan van Wassenaer (1576-1645)

Jonkheer Johan III van Duvenvoorde, ook bekend als Johan van Wassenaer van Duvenvoorde, (1576 – 27 april 1645), was een Nederlandse edelman. Hij was sinds 1603 tot aan zijn dood lid van de Ridderschap van Holland.
Johan van Wassenaer was de zoon van Arent VII van Duvenvoirde (Utrecht, 1528 - 1599) en Theodora van Scherpenzeel. Zijn vader behoorde tot de ondertekenaars van het Eedverbond der Edelen uit 1565 en was in 1566 samen met Hendrik van Brederode een van de aanbieders van een Smeekschift aan landvoogdes Margaretha van Parma. Zijn ouders woonden op kasteel Duivenvoorde in Voorschoten.
Johan bekleedde een aantal hoge functies, waaronder lid van de Staten van Holland, in 1603 hoogheemraad van het Hoogheemraadschap van Rijnland, van 1616 tot 1622 curator van de Leidse universiteit, en stadhouder en registermeester van de Lenen van Holland. Hij bezat de heerlijkheden Starrenburg, Veur (1600) en Voorschoten (1615).
Johan trouwde in 1601 met Maria van Voerst (overleden 1610) en in 1612 met Clara van Honojosa. Uit beide huwelijken kwamen meerdere kinderen voort.
Op 50-jarige leeftijd was Johan een van de rijkste Hagenaars. In 1631 liet hij Duivenvoorde moderniseren, en naar de mode van die tijd meer symmetrisch maken.
- Biografisch Portaal: 27739955
- Gemeinsame Normdatei: 1116369818
- Virtual International Authority File: 286906143
- WorldCat: E39PBJvXfrBHrbGkBBchCcrH4q